# اتحاد جمركي

الاتحاد الجمركي (بالإنجليزية: Customs union)‏ (بالفرنسية: Union douanière)‏ هو نوع من التكتل التجاري الذي يتألف من منطقة تجارة حرة مع تعرفة جمركية وسياسات خارجية مشتركة، لتكوين منطقة جمركية واحدة في مواجهة العالم الخارجي. تنمية التجارة الحرة على المستوى الإقليمي تعتبر كتمهيد الطريق للتجارة الحرة على المستوى العالمي. أي اتفاق لسوق مشتركة واتحاد اقتصادي ونقدي يتضمن إتحادا جمركيا.

## أسباب إقامة اتحاد جمركي
تشمل عادة زيادة الكفاءة الاقتصادية والسياسية والثقافية وإقامة علاقات أوثق بين البلدان الأعضاء.
وهو المرحلة الثالثة من التكامل الاقتصادي.

## أمثلة على إتحادات الجمركية
- الاتحاد الأوربي
- مجلس التعاون لدول الخليج العربية
- ميركوسور

## اقرأ أيضًا
- اقتصاد دولي
- عولمة